# Fausto De Amicis
Fausto De Amicis (Melbourne, Australia, 26 de junio de 1968) es un exfutbolista y entrenador de fútbol de Australia que jugaba en la posición de defensa. Actualmente es el entrenador del Moreland Zebras.

## Carrera

### Club
| Periodo   | Club               | Apariciones | Goles |
| --------- | ------------------ | ----------- | ----- |
| 1992-1996 | Melbourne Knights  | 47          | 2     |
| 1996–2003 | South Melbourne FC | 174         | 2     |
| 2004-2005 | Heidelberg United  | 28          | 0     |

### Selección nacional
De Amicis debutó con Australia en un partido amistoso ante Chile en febrero de 1998 a los 29 años. Jugó en 13 ocasiones y anotó dos goles hasta 2002 y participó en dos ediciones de la Copa de las Naciones de la OFC.
| N.º | Fecha               | Sede                                                          | Rival           | Marcador | Resultado | Torneo                                               |
| --- | ------------------- | ------------------------------------------------------------- | --------------- | -------- | --------- | ---------------------------------------------------- |
| 1.  | 11 de abril de 2001 | Coffs Harbour International Stadium, Coffs Harbour, Australia | Samoa Americana | 19–0     | 31–0      | Clasificación para la Copa Mundial de Fútbol de 2002 |
| 2.  | 10 de julio de 2002 | Ericsson Stadium, Auckland, Nueva Zelanda                     | Fiyi            | 8–0      | 8–0       | Copa de las Naciones de la OFC 2002                  |

### Entrenador
| Periodo | Club            |
| ------- | --------------- |
| 2017-   | Moreland Zebras |

## Logros
- National Soccer League: 1995, 1996, 1998, 1999.[6]